# FC Barcelona
Denne side handler om FC Barcelonas fodboldafdeling. For at læse om hele klubben, se Fútbol Club Barcelona.
 For alternative betydninger, se FC Barcelona (flertydig). (Se også artikler, som begynder med FC Barcelona)
Futbol Club Barcelona (Catalansk udtale: [fubˈbɔɫ ˈkɫub bərsəˈɫonə]), sædvanligvis kendt som FC Barcelona og uformelt som Barça, er en professionel fodboldklub fra Barcelona, Catalonien, Spanien.
På foranledning af Joan Gamper blev klubben grundlagt i 1899 af en gruppe af schweiziske, engelske og catalanske fodboldspillere. Klubben er blevet et symbol på den catalanske kultur og katalanisme, heraf mottoet "Més que un club" (dansk: "Mere end en klub"). Til forskel fra mange andre fodboldklubber, er det klubbens fans, som ejer og driver klubben. Det er det næstmest værdifulde sportshold i verden med en værdi på 3,56 mia. USD og verdens næstrigeste fodboldklub efter indtægter med en årsomsætning på 560,8 mio. EUR. Den officielle FC Barcelona-hymne er "Cant del Barça", som er skrevet af Jaume Picas og Josep Maria Espinàs.
På nationalt plan har FC Barcelona vundet 27 La Liga-, 31 Copa del Rey-, 14 Supercopa de España-, 3 Copa Eva Duarte- og 2 Copa de la Liga-trofæer og er rekordindehavere i de fire sidstnævnte konkurrencer. I international klubfodbold har FC Barcelona vundet 20 europæiske og verdenstitler — fire UEFA Champions League-titler, en Europa Cup, er rekordindehaver med fire UEFA Cup Winners' Cup, delt rekordindehaver med fem UEFA Super Cup, rekordindehaver med tre Inter-Cities Fairs Cup og rekordindehaver med tre FIFA Club World Cup. FC Barcelona blev rangeret som nummer ét på IFFHS' verdensrangering af klubhold i 1997, 2009, 2011, 2012 og 2015 og ligger i øjeblikket nummer tre på UEFA' rangering af klubhold. Klubben har en mangeårig rivalisering med Real Madrid; kampe imellem de to hold omtales som El Clásico.
FC Barcelona er et af de hold med flest tilhængere over hele verden, og klubben har en af de største tilslutninger i verden blandt sportshold på de sociale medier. FC Barcelona-spillere har vundet et rekordhøjt antal FIFA Ballon d'Or -priser (12), heriblandt Johan Cruyff og Lionel Messi, ligesom et rekordhøjt antal af FIFA World Player of the Year-priser (7) med vindere som bl.a. omfatter Ronaldo, Romário og Ronaldinho. I 2010 blev tre spillere, som var gået gennem klubbens ungdomsakademi og som spillede for klubben (Lionel Messi, Andrés Iniesta og Xavi) valgt som de tre bedste spillere i verden ved uddelingen af FIFA Ballon d'Or prisen. Det var aldrig før sket, at de tre bedste i verden kom fra den samme fodboldskole.
FC Barcelona er sammen med Athletic Club og Real Madrid de eneste af de grundlæggende medlemmer af Primera División, som aldrig er rykket ned fra den bedste række. I 2009 blev FC Barcelona den første spanske klub, der vandt "the treble" som består af La Liga, Copa del Rey og UEFA Champions League, ligesom de også blev den første spanske klub til at vinde seks ud af seks konkurrencer på et enkelt år, idet de også vandt den spanske supercup, UEFA Super Cup og FIFA Club World Cup. I 2011 blev klubben europæiske mestre igen og vandt denne gang fem trofæer. Dette Barcelona-hold, som vandt 14 trofæer på kun fire år under Pep Guardiola, bliver af nogle indenfor sporten anset som det bedste hold nogensinde. Ved at vinde sit femte Champions League-trofæ i 2015, blev FC Barcelona den første europæiske klub i historien til at opnå the treble to gange.

## Spillestil
FC Barcelona er kendt for altid at have prioriteret den offensive spillestil højt. Det er et krav, når der ansættes nye trænere, at de følger klubbens filosofi, der bygger på teknisk stærke midtbanespillere og hurtige angribere.[kilde mangler] Den tidligere træner, Frank Rijkaard, benyttede en spillestil, der lå tæt op ad begrebet totalfodbold, der i sin spæde begyndelse blev opfundet af Ajax Amsterdam under træner Jack Reynolds. Rinus Michels, der spillede under Reynolds, udviklede senere systemet og førte det som træner med til FC Barcelona i 1970'erne. Totalfodbold går i store træk ud på, at alle spillere på et hold evner at spille flere positioner. Når en spiller bevæger sig uden for sin position, vil en anden spiller erstatte ham, således at organisationen holdes intakt. I sin perfekte form vil hver spiller kunne skifte til en vilkårlig position i højt tempo, hvilket stiller store krav til spillernes taktiske forståelse. Det kræver ligeledes en god fysik og højt teknisk niveau.[kilde mangler]
FC Barcelonas nuværende 4-3-3-formation er en tilpasning af totalfodbolden til moderne fodbold. Systemet forudsætter meget boldbesiddelse og en flydende overgang mellem forsvar og angreb. Når FC Barcelona er i boldbesiddelse, spiller holdet som regel bolden rundt på mange stationer med få berøringer (tiki-taka). De spiller med tålmodighed, indtil en åbning i modstanderens forsvar byder sig. FC Barcelona spiller med meget offensive backs, hvilket giver en ekstra dimension i angrebsspillet, hvor modstanderne ofte bliver overspillet. Karakteristisk for FC Barcelonas spil er, at de sommetider fører begge backs med frem samtidig, hvorfor de bryder med princippet om, at kun én back angriber ad gangen. Når spillet glider, giver det holdet en fordel, hvorimod det bliver sårbart i tilfælde af kontraangreb.

## Hæder og titler

### Titler
De titler FC Barcelona har vundet gennem tiderne:
- La Liga: 27 (1928-29, 1944-45, 1947-48, 1948-49, 1951-52, 1952-53, 1958-59, 1959-60, 1973-74, 1984-85, 1990-91, 1991-92, 1992-93, 1993-94, 1997-98, 1998-99, 2004-05, 2005-06, 2008-09, 2009-10, 2010-11, 2012-13, 2014-15, 2015-2016, 2017-2018, 2018-2019, 2022-2023)
- Copa del Rey: 32 (1910, 1912, 1913, 1920, 1922, 1925, 1926, 1928, 1942, 1951, 1952, 1953, 1957, 1959, 1963, 1968, 1971, 1978, 1981, 1983, 1988, 1990, 1997, 1998, 2009, 2012, 2015, 2016, 2017, 2018, 2021, 2025)
- Supercopa de España: 10 (1984, 1992, 1993, 1995, 1997, 2005, 2007, 2009, 2010, 2011, 2016, 2023)
- UEFA Champions League: 5 (1992, 2006, 2009, 2011, 2015)
- Europa Cup'en for pokalvindere: 4 (1979, 1982, 1989, 1997)
- UEFA Cuppen: 3 (1958, 1960, 1966)
- Verdensmesterskabet for klubhold i fodbold: 3 (2009, 2011, 2015)

### Hædrede spillere
Ballon d'Or:
- Luis Suarez Miramontes (1960)
- Johan Cruyff (1973, 1974)
- Hristo Stoikjov (1994)
- Rivaldo (1999)
- Ronaldinho (2005)
- Lionel Messi (2009, 2010, 2011, 2012, 2015, 2019, 2021, 2023)

FIFA World Player of The Year:
- Romario (1994)
- Ronaldo (1996, 1997)
- Rivaldo (1999)
- Ronaldinho (2004, 2005)
- Lionel Messi (2009, 2010, 2011, 2012, 2015, 2019, 2022, 2023)

UEFA Player of the Year
- Lionel Messi (2010-11, 2014-15)
- Andres Iniesta (2011-12)

## Spillere
Oversigten er opdateret til og med 24. mars 2025
| Nr. | Land      | Position | Spiller                         |
| --- | --------- | -------- | ------------------------------- |
| 1   | Tyskland  | MM       | Marc-André ter Stegen (anfører) |
| 2   | Spanien   | FO       | Pau Cubarsí                     |
| 3   | Spanien   | FO       | Alejandro Balde                 |
| 4   | Uruguay   | FO       | Ronald Araújo (3. Anfører)      |
| 5   | Spanien   | FO       | Inigo Martinez                  |
| 6   | Spanien   | MI       | Gavi                            |
| 7   | Spanien   | AN       | Ferran Torres                   |
| 8   | Spanien   | MI       | Pedri                           |
| 9   | Polen     | AN       | Robert Lewandowski              |
| 11  | Brasilien | AN       | Raphinha                        |
| 10  | Spanien   | AN       | Ansu Fati                       |
| 13  | Spanien   | MM       | Inaki Pena                      |
| 14  | Spanien   | MI       | Pablo Torre                     |

| Nr. | Land     | Position | Spiller                      |
| --- | -------- | -------- | ---------------------------- |
| 15  | Danmark  | FO       | Andreas Christensen          |
| 16  | Spanien  | MI       | Fermín López                 |
| 17  | Spanien  | MI       | Marc Casadó                  |
| 18  | Spanien  | AN       | Pau Víctor                   |
| 20  | Spanien  | MI       | Dani Olmo                    |
| 21  | Holland  | MI       | Frenkie de Jong (4. Anfører) |
| 23  | Frankrig | FO       | Jules Kounde                 |
| 24  | Spanien  | FO       | Eric García                  |
| 25  | Polen    | MM       | Wojciech Szczesny            |
| 19  | Spanien  | AN       | Lamine Yamal                 |
| 28  | Spanien  | MI       | Marc Bernal                  |
| 32  | Spanien  | FO       | Héctor Fort                  |
| 35  | Spanien  | FO       | Gerard Martín                |
|     |          |          |                              |
|     |          |          |                              |
|     |          |          |                              |
|     |          |          |                              |

## Historiske hjemmebaner
- Camp del Velòdrom de la Bonanova 1899-1900
- Camp de l'Hotel Casanovas 1900-1901
- Camp de la carretera d'Horta 1901-1905
- Camp del Carrer Muntaner 1905-1909
- Camp del Carrer Indústria 1909-1922
- Camp de Les Corts 1922-1957
- Camp Nou 1957-

## Medier
FC Barcelona driver tv-kanalen Barça TV og radiostationen Radio Barça. Sidstnævnte sender via klubbens officielle hjemmeside og omfatter bl.a. livekommentering af alle klubbens kampe, inklusiv træningskampe. For at nå ud til et så bredt publikum som muligt, er Raio Barça tilgængelig på catalansk, spansk og engelsk.
Siden november 2002 har klubben udgivet bladet BARÇA, som udkommer hver anden måned.